# Мухаровський Михайло Якович
Михайло Якович Мухаровський (3 січня 1949 року (юридична)[джерело?], 5 грудня 1948 року(фактична)[джерело?]) — український діяч у сфері стандартизації, метрології та сертифікації, а також державного нагляду за додержанням стандартів норм і правил. Кандидат технічних наук.

## Біографія
Був генеральним директором ДП «Укрметртестстандарт» з 1986 по жовтень 2011 року.[джерело?]
Член Колегії Держспоживстандарту України.
2008 захистив кандидатську дисертацію на тему «Формування методичних та нормативних засад створення системи сертифікації персоналу».

## Нагороди
- Орден «За заслуги» III ст. (7 жовтня 2004) — за вагомий особистий внесок в удосконалення національних систем технічного регулювання та споживчої політики, багаторічну сумлінну працю, високий професіоналізм[3]
- Заслужений працівник промисловості України (30 грудня 1998) — за значний особистий внесок у розвиток національної системи стандартизації, метрології та сертифікації, захист прав споживачів[4]
- Почесна грамота Кабінету Міністрів України (10 жовтня 2003) — за вагомий особистий внесок у забезпечення реалізації державної політики у сфері стандартизації, метрології та сертифікації, багаторічну сумлінну працю та високий професіоналізм[5]